# Microgaster cingulata
Microgaster cingulata är en stekelart som beskrevs av Granger 1949. Microgaster cingulata ingår i släktet Microgaster och familjen bracksteklar. Inga underarter finns listade i Catalogue of Life.